# Gloria (novela)
Gloria es una novela de Benito Pérez Galdós publicada entre 1876 y 1877. Pertenece al grupo de "novelas de tesis" del autor canario y narra un drama de intolerancia religiosa con final trágico. La acción, que transcurre en un medio provinciano similar al construido en su novela anterior, Doña Perfecta, describe la relación entre los jóvenes Gloria y Daniel, cuyo amor sucumbe ante la postura irreconciliable entre el fanatismo católico y el judaísta que profesan sus familias y ellos mismos.

"Si tu vences seré cristiano, si yo venzo serás hebrea".
Gloria, parte primera, capítulo XXXVII 

A los pocos meses de su aparición fue traducida al inglés (en Gran Bretaña y Estados Unidos), al alemán y al italiano, y aunque no tuvo la repercusión de Doña Perfecta, si confirmó la dimensión nacional e internacional del joven escritor de 34 años.

## La elaboración

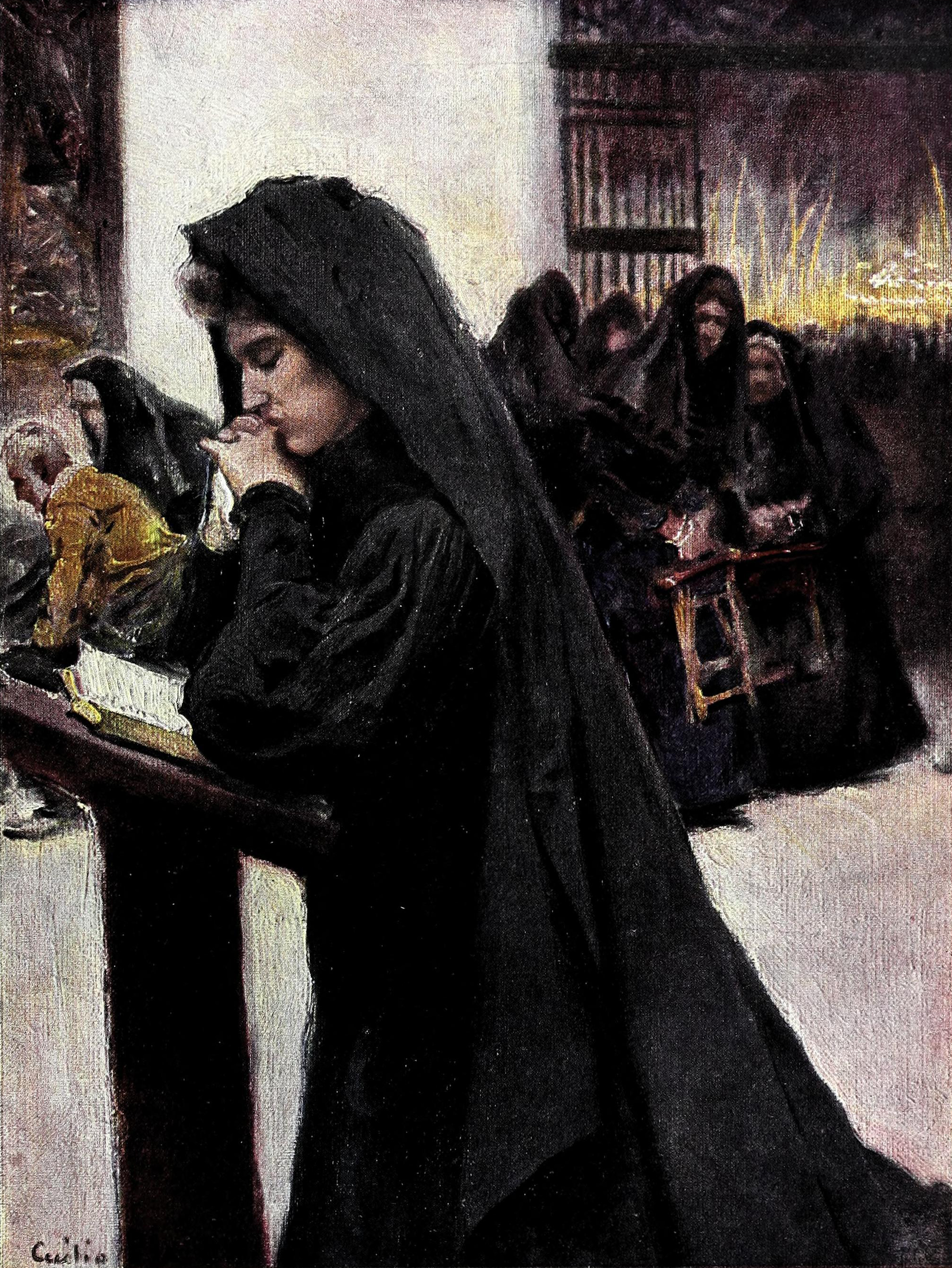
El personaje de Gloria, imaginado por Cecilio Pla.

El galdosista Alan E. Smith editó en 1983 un manuscrito apócrifo de Galdós anterior a su serie de novelas de tesis, pero cuya trama inconclusa describiendo un amor abortado por cuestiones religiosas, pudiera tomarse como referencia de Gloria.
La novela fue escrita en dos partes, la primera, de modo fluido, en 1874; pero el escritor no volvió a retomar el manuscrito hasta dos años después, en el otoño de 1876. Durante toda la construcción de la segunda parte de Gloria, Galdós mantuvo una intensa y turbulenta correspondencia con José María Pereda a propósito del argumento y, en especial, las tesis manejadas por el autor; un auténtico pulso literario sostenido por las opuestas posiciones de Pereda y Galdós, pero superadas gracias a la profunda amistad y el respeto que se tenían ambos. De la importancia y sinceridad de esa correspondencia —tanto o más informativa sobre Galdós y su novelística que la propia Gloria— salieron declaraciones tan valiosas como la que, a sus treinta y cuatro años firma Galdós con esta conclusión: "En mí está tan arraigada la duda de ciertas cosas que nada me la puede arrancar. Carezco de fe, carezco de ella en absoluto. He procurado poseerme de ella y no lo he podido conseguir. Al principio no me agradaba semejante estado; pero hoy, vamos viviendo".

## El escenario
Galdós, como había hecho con la Orbajosa de Doña Perfecta, crea una ciudad provinciana imaginaria para ambientar su nueva tragedia. La Orbajosa mesetaria se convertirá en una villa marinera de Cantabria. Pedro Ortiz-Armengol siguiendo los pasos del escritor en aquel periodo, informa de que Galdós, veraneante habitual con sus hermanas y cuñada en una pensión de la capital cántabra, ya conocía el pueblo pesquero de Castro-Urdiales, la antigua «Flaviobriga» —ciudad del romano Flavio—, y que parece clara a asociación con la Ficóbriga, escenario de Gloria.

## El argumento
Gloria, una muchacha de 18 años, es hija única de la familia Lantigua (cuyo apellido ya sugiere riqueza, tradición y severa práctica del catolicismo). Su monótona y apacible existencia, con un pretendiente de la burguesía conservadora de Ficóbriga, se verá alterada por un joven extranjero, un náufrago inglés que ha sido acogido en su casa con caridad cristiana y las preceptivas reservas. Se enamoran con tanta pasión que ella se queda embarazada. Es entonces cuando él le confiesa que no es protestante —como se temían—, sino judío de origen español y familia germanoinglesa. En este crítico pasaje de la trama concluye la primera parte con la muerte del padre de Gloria, del disgusto.
En la segunda parte de la novela, el drama evolucionará hacia la tragedia, con un final "shakespeariano" con olor de Romeo y Julieta a la española.

"La querella subsistía, subsiste y subsistirá pavorosa, y antes de que se acabe, muchas Glorias sucumbirán, ofreciéndose como víctimas para aplicar al formidable monstruo que toca con la mitad de sus horribles patas a la historia y con la otra mitad a la filosofía, monstruo que no tiene nombre, y que si lo tuviera lo tomaría juntando lo más bello, que es la religión, con lo más vil, que es la discordia; muchas Glorias sucumbirán, sí, arrebatándose del mundo que encuentran despreciable a causa de las disputas, y corriendo a presentar su querella ante el Juez absoluto".
Gloria, parte segunda, capítulo XXXIII 

### Personajes principales
- Gloria, la protagonista, hija única de la familia Lantigua, huérfana de madre con 13 años; muchacha católica, enamorada y víctima.
- Daniel Morton, náufrago inglés de origen hamburgués y raza y religión judías.
- Juan de Lantigua, viudo, "abogado elocuente... intransigente en sus principios sociales, aunque tolerante con todo el mundo".[9] Descrito en la novela por sus enemigos como "abogado de los curas y de los obispos, hace su agosto con las causas de sus espolios, de capellanías colativas, de disciplina eclesiástica."
- Esther Spinoza o Madama Esther, madre de Daniel, que irrumpe en la segunda parte de la novela para completar el cuadro de intolerancia religiosa.

Completan el elenco otros personajes de las 'fuerzas vivas' del pueblo: don Silvestre (el párroco) y don Ángel Lantigua (el Obispo); el usurero Amarillo y el banquero don Buenaventura Lantigua; la viuda Serafinita Lantigua, tía de Gloria... El crítico Joaquín Casalduero, concluye que "los personajes secundarios son como son y un poco como deben ser".